# بدبینی تدافعی
بدبینی تدافعی (به انگلیسی: Defensive pessimism)، یک استراتژی شناختی است که در میانه دهه ۱۹۸۰ بدست نانسی کانتور (Nancy Cantor) و دانشجویانش بیان شد. افراد از این بدبینی تدافعی به عنوان راهکاری برای روبرو شدن با رخدادهای ناراحت‌کننده استفاده می‌کنند. بدبینی تدافعی یعنی اینکه افراد برای کارهای خود انتظار نتایج کمی دارند هرچند هم که کار خود را به‌خوبی انجام داده باشند. بدبین‌های تدافعی رخدادهای منفی و مشکلاتی را در نظر می‌گیرند که باعث می‌شود آن‌ها به هدفشان نرسند و با پیش‌بینی این مشکلات و رخدادها سعی در برطرف کردن آن‌ها می‌کنند تا دچار پریشانی‌های بعدی نشوند.
بدبینی تدافعی در دامنه‌های مختلف عملکردی استفاده می‌شود و مثال سخنرانی عمومی نمونه خوبی برای نمایش رویه کارکردی آن است. یک بدبین تدافعی می‌تواند با فکر کردن به مشکلاتی که در راه سخنرانی‌اش به وجود خواهد آمد خود را آرام کند؛ برای مثال اینکه مطالب سخنرانی را فراموش کند، تشنه شود یا پیراهنش لکه‌دار شود. از آنجاییکه او پیشتر به تمام این مشکلات فکر کرده برای آن‌ها آماده است مثلاً یادداشت‌هایی از نکات کلیدی سخنرانی همراه دارد، لیوانی آب در جایگاه سخنرانی آماده می‌کند و قلم سفیدکننده‌ای برای از بین بردن لکه‌های احتمالی آماده کرده‌است. این اعمال پیشگیرانه هم پریشانی‌های او را کاهش می‌دهد و هم بر کارایی او می‌افزاید.

## کارآمدی استراتژی
اگرچه بدبین‌های تدافعی از کارایی خود راضی نیستند و خود را «نیازمند بهبود» می‌بینند اما با این حال بدتر از افراد با استراتژی خوشبینانه نیستند. نروم و کانتور (۱۹۸۶) در پژوهش‌های خود متوجه شدند که تشویق این افراد و مداخله در روش فکر منفی آن‌ها منجر به کاهش کارآییشان می‌شود. بدبینی تدافعی یک استراتژی اقتباسی برای کسانی است که با نگرانی‌ها و پریشانی‌های خود دست‌وپنجه نرم می‌کنند: کارایی و عملکرد آن‌ها پایین می‌آید اگر قادر به مدیریت و واکنش درست در برابر نگرانی‌های خود نباشند.

## اجزای کلیدی

### تفکر پیشگیرانه
تفکر پیشگیرانه (Prefactual thinking) جزء ضروری بدبینی تدافعی است.
تفکر پیشگیرانه را می‌توان با پیشدستی هم‌معنی دانست که یک استراتژی شناختی است که افراد در آن پیامدهای احتمالی یک سناریو را در آینده تصور می‌کنند. این پیامدهای تصورشده می‌توانند منفی/نخواستنی یا مثبت/خواستنی یا خنثی باشند. تفکر پیشگیرانه از این لحاظ که فرد را آماده مواجه با پیامدهای احتمالی می‌کند مفید است.
تفکر پیشگیرانه برای افراد دچار بدبینی تدافعی راهی پایه‌ای و حیاتی برای کم کردن ناراحتی‌هاست و معمولاً با نگاهی بدبینانه همراه است که به تصور نتایج منفی/ناخوشایند منجر می‌شود. در مثال سخنرانی عمومی یک بدبین تدافعی با به‌کارگیری تفکر پیشگیرانه به رخدادهای ناخوشایند در طول سخنرانی‌اش فکر می‌کند و نه اینکه سخنرانی‌اش مورد قبول دیگران واقع شده و عملکردش ستایش شود.

### نگرانی
از آنجا که بدبینی تدافعی راهی برای برطرف کردن نیاز به مدیریت نگرانی‌هاست پس با نگرانی (anxiety) و نوروتیسم مرتبط است. حالت‌های روحی منفی، دستیابی به اهداف استراتژی بدبینی تدافعی را بهبود می‌بخشند چون به افزایش تصورات منفی و ناخوشایند از نتیجه عملکرد فرد در آینده می‌افزایند.

## مقایسه با بدبینی
برخلاف بدبینی، بدبینی تدافعی روشی درونی، پایدار و فراگیر نیست و تنها یک استراتژی شناخت است که برای رسیدن به اهداف خاصی به کار برده می‌شود. تصور رخدادهای ناخوشایند و منفی در افراد بدبین به پیشدستی و اعمال پیشگیرانه در آن‌ها منجر نمی‌شود ولی در افراد بدبین تدافعی حتی باعث تلاش بیشتر برای پیشگیری و رسیدن به نتیجه بهتر می‌شود. افراد بدبین تدافعی با اینکه نگرانند اما احساس می‌کنند که می‌توانند پیامدهای ناخوشایند را کنترل کنند. برای مثال اینگونه نیست که یک بدبین تدافعی به خاطر ترس عدم قبولی در مصاحبه‌های استخدامی در آن‌ها شرکت نکند بلکه برعکس با آمادگی کامل در برابر تمامی حالت‌های ناخوشایندی که پیش خواهد آمد در این مصاحبه‌ها شرکت می‌کند. بدبینی تدافعی واکنشی به رخدادهای استرس‌زا یا اندیشناکی رخدادهای گذشته نیست و به همین دلیل باید آنرا با بدبینی یا منفی‌بینی عام متفاوت دانست. در عوض، بدبین‌های تدافعی هرگاه که این استراتژی دیگر با شرایط سازگار نباشد آنرا کنار بگذارند (دارای نقش تدارکی (preparatory role) نیست).